# Bernd Förster
Bernhard Georg Josef "Bernd" Förster (født 3. maj 1956 i Mosbach, Vesttyskland) er en tysk tidligere fodboldspiller, der som forsvarsspiller på Tysklands landshold var med til at blive europamester ved EM i 1980, samt nr. 2 ved VM i 1982. På klubplan spillede han for Waldhof Mannheim, Bayern München, FC Saarbrücken samt Stuttgart.
Förster er bror til en anden tysk fodboldspiller, Karlheinz Förster.

## Titler
Bundesligaen
- 1984 med VfB Stuttgart

Europa Cup for Mesterhold
- 1975 og 1976 med Bayern München

Intercontinental Cup
- 1976 med Bayern München

EM
- 1980 med Vesttyskland